# Franz Weber (Umweltschützer)

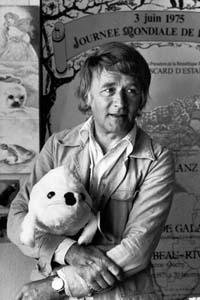
Franz Weber (zwischen 1974 und 1976), porträtiert durch Erling Mandelmann

Franz Weber (* 27. Juli 1927 in Basel; † 2. April 2019 in Bern) war ein Schweizer Umweltschutzaktivist.

## Leben
Franz Weber wuchs in Basel auf, war verheiratet und Vater einer Tochter. 1949 reiste er nach Paris und führte dort das Leben eines Dichters und Schriftstellers. Er lernte französische Zeitgenossen aus Kunst, Musik und Literatur kennen, wie Jean Cocteau, François Mauriac, Eugène Ionesco, Charles Trenet, Jacques Brel, Jane Fonda, Charles Aznavour und Françoise Hardy. Mit Brigitte Bardot kämpfte er später gegen das Abschlachten der Robbenbabies, mit der Schriftstellerin Simone Chevalier gründete er die Zeitschrift La voix des poètes.
Nach Linguistik- und Philosophie-Studien an der Sorbonne wechselte Weber zum Journalismus und bereiste die Welt für verschiedene deutsche und Schweizer Wochenzeitungen und Illustrierte. Als einer der Ersten berichtete er ab 1965 in seinen Reportagen über den Schutz der Natur und der Landschaften. Der Kampf gegen eine Überbauung der Seenlandschaft im Oberengadin gab den Anstoss für einen vierzigjährigen weltweiten Einsatz zugunsten des Natur- und Tierschutzes. Diesem Zweck dienen auch die von ihm gegründete Stiftung Fondation Franz Weber und der Verein Helvetia Nostra, der seit der Annahme der 20-%-Initiative systematisch gegen jegliche Bauten in touristischen Gebieten Einspruch erhebt, auch wenn die Baubewilligungen schon erteilt wurden.
Ab 1987 gab Weber die vierteljährliche Zeitschrift Journal Franz Weber heraus, in der über Tier-, Natur- und Heimatschutz sowie die laufenden Kampagnen berichtet wurde. Im Jahr 1997 wurde ihm der Ehrentitel eines Ehrenbürgers von Delphi verliehen.
Weber lebte mit seiner Familie in Montreux und verfügte über Feriendomizile in Montreux, im Berner Oberland, in Paris und in Gordes in Südfrankreich.

## Werk

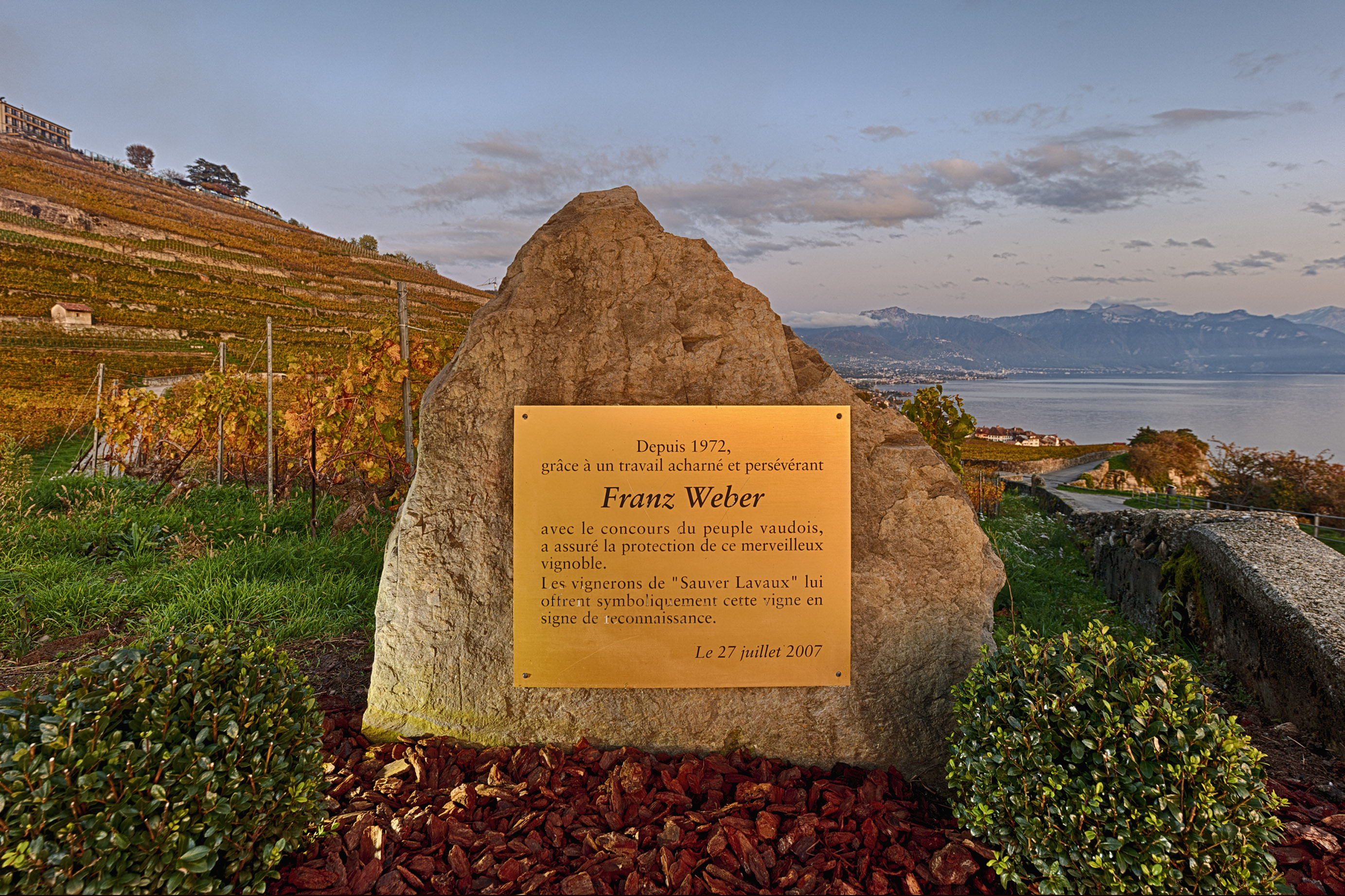
Gedenktafel für Franz Weber in Puidoux am Chemin de la Dame

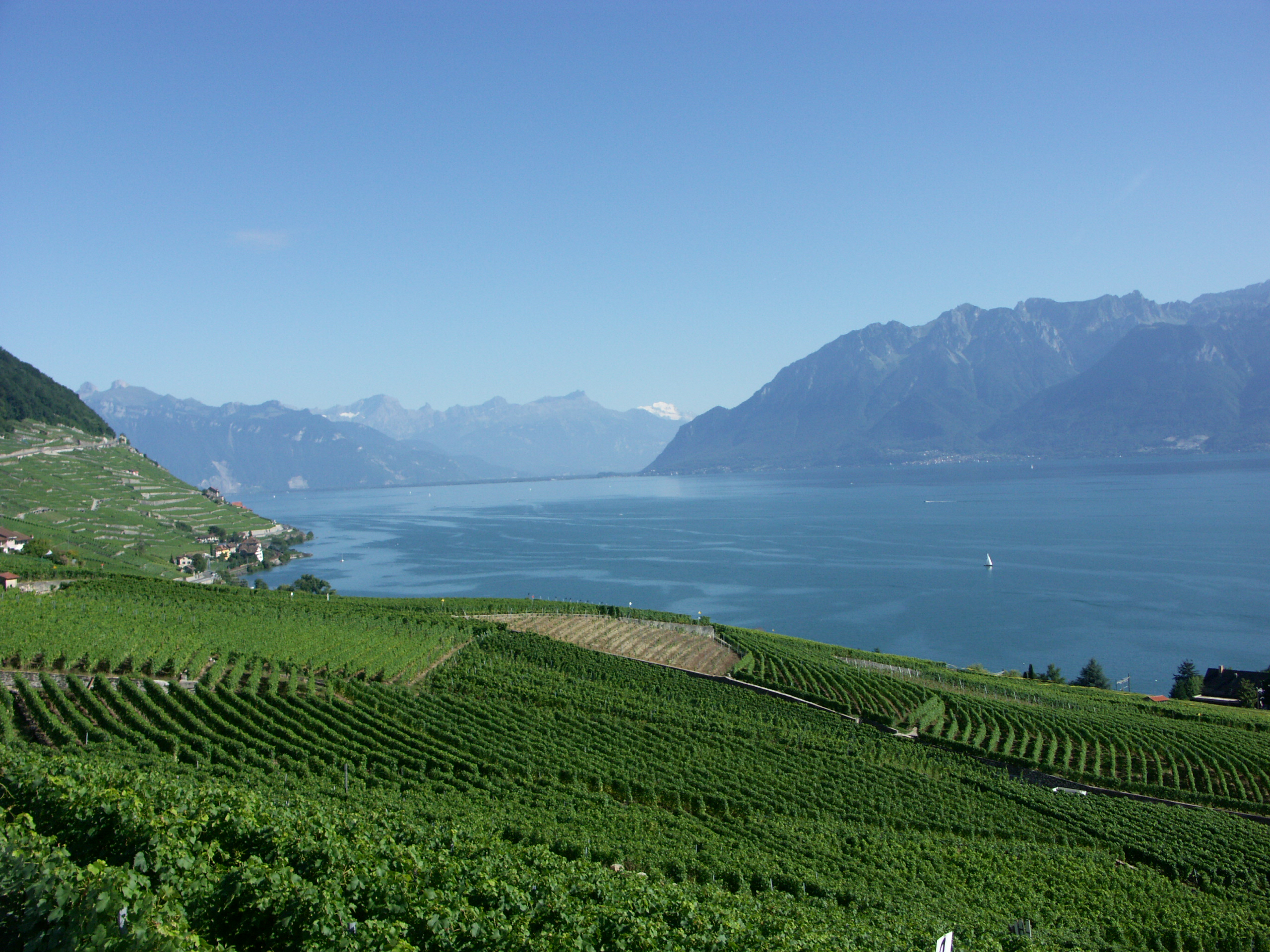
Lavaux, Blick nach Osten

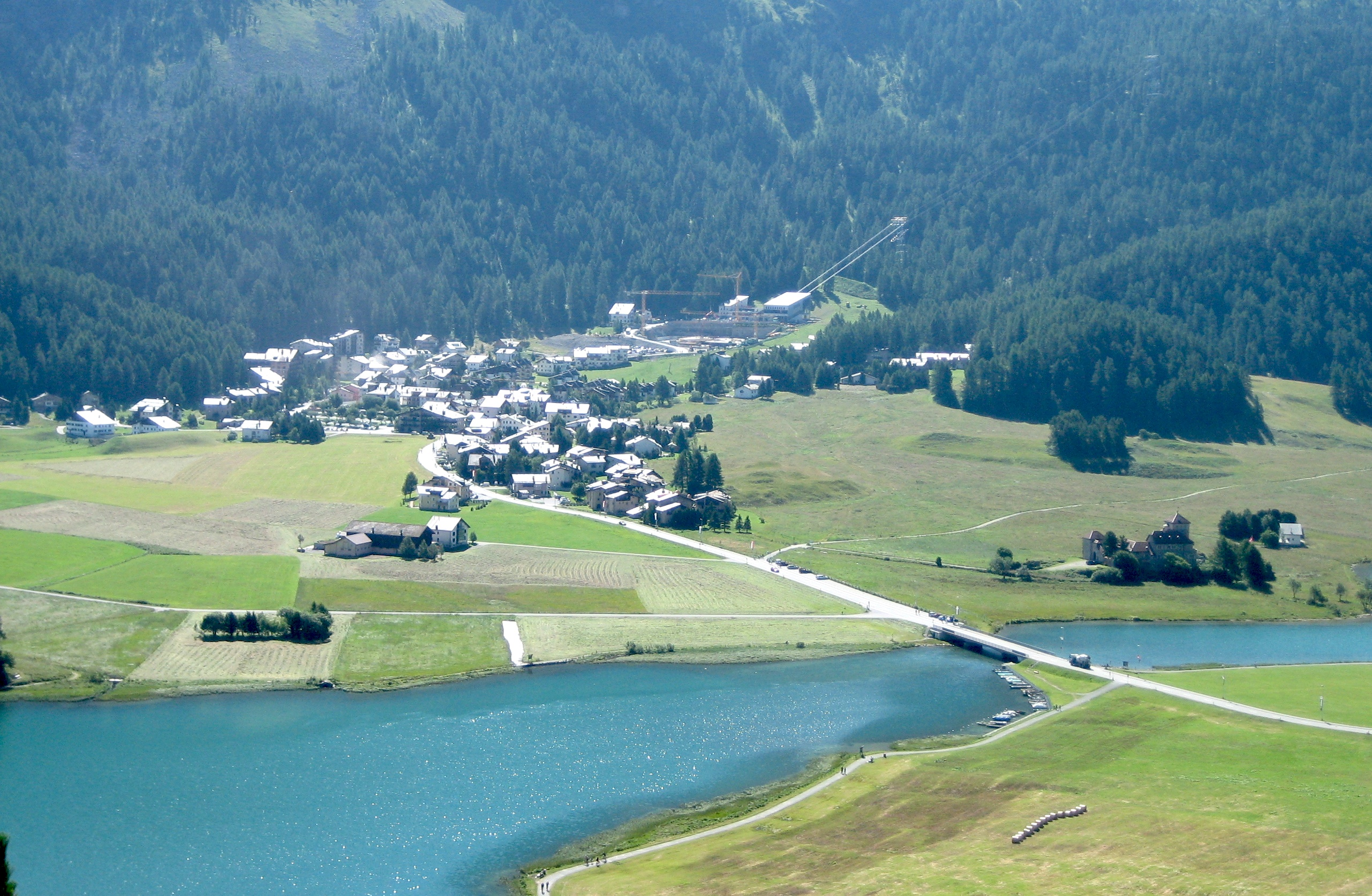
Silvaplanersee und das unverbaute Ufer von Surlej

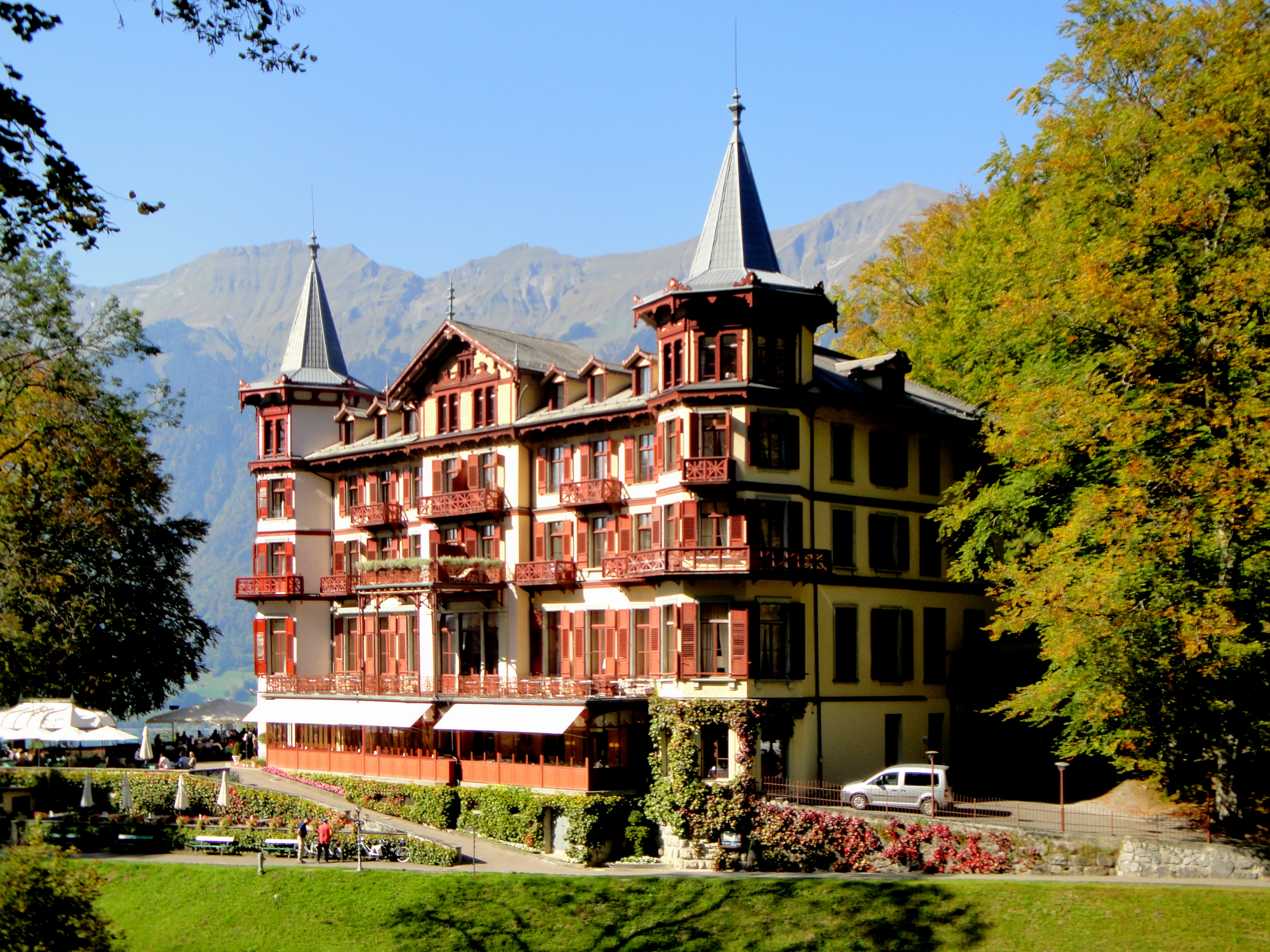
Grandhotel Giessbach

Weber initiierte über 150 Kampagnen zur Rettung von Tieren, Landschaften und Kulturdenkmälern und gewann die meisten. Sein Anliegen war es, den Menschen die Schönheit der Natur zu erhalten und das Leiden der Tiere zu beenden. Seine Kampagnen waren von seinem eigenen Stil geprägt: öffentliche Reden, Pressekonferenzen, Communiqués, Zeitungsinserate, politische Aufrufe an die Bürger und öffentliche Kundgebungen. In der Schweiz nutzte er die Möglichkeiten des Referendums- und Initiativrechts der direkten Demokratie. Zwischen 1973 und 2006 lancierte er 33 eidgenössische und 15 kantonale Volksinitiativen auf Verfassungsebene.

«Ich sah mich immer – wie soll ich sagen – als ein Weltbürger. Wenn ich irgendwo eine schöne Landschaft bedroht sah, sagte ich zu den Einheimischen: Das ist eure Landschaft, aber auch meine. Sie gehört allen. Und das Engadin gehört den Europäern, ned wohr (nicht wahr). Und Lavaux gehört nicht nur dem Waadtland, sondern der ganzen Schweiz, ganz Europa, ja der ganzen Welt! Und wir müssen es schützen. Ich habe immer so empfunden – und nun ist Lavaux von der Unesco zum Welterbe erklärt worden! Als ich Delphi rettete, sagte ich den Griechen: Natürlich gehört Delphi zu Griechenland! Aber es ist auch ein Juwel des Abendlandes. Dann habe ich aber auch bei jeder Kampagne zuerst die Menschen vor Ort angehört, mit ihnen diskutiert und sie zu überzeugen versucht.»

### Nationale Kampagnen (Auswahl)
- 1965 Surlej, Oberengadin: Schutz der Seelandschaft vor Grossüberbauung
- 1972 Betonschlacht bei Sempach: Autobahnbau am Sempachseeufer verhindert
- 1973 Demokratie im Nationalstrassenbau: Referendumsrecht für umstrittene Autobahnteilstücke
- 1976 Altiport Verbier: Verhinderung eines Höhenflugplatzes
- 1977 Weinberge von Lavaux: Schutz gegen Überbauung (seit 2007 UNESCO-Welterbe)
- 1981 Kampf ums Simmental: Keine Autobahn durchs Simmental
- 1982 Gärten von Lausanne-Ouchy: Verhinderung eines Autobahnzubringers
- 1983 Grandhotel Giessbach: Rettung einer historischen Hotelanlage aus der Gründerzeit
- 2008 Eidgenössische Volksinitiative Gegen Kampfjetlärm in Tourismusgebieten mit 68,1 % von Volk und Ständen (alle 26 Kantone) abgelehnt
- 2008 Eidgenössische Volksinitiative Rettet den Schweizer Wald: zurückgezogen, da bestehendes Waldgesetz beibehalten wird
- 2012 Eidgenössische Volksinitiative Schluss mit uferlosem Bau von Zweitwohnungen!, angenommen mit 50,6 %[5]

### Internationale Kampagnen (Auswahl)
- 1971 Les Baux-de-Provence, Alpilles: Das bekannte Hügeldorf wird vor der Industrialisierung (Bauxitabbau) verschont
- 1972 Renaissance-Städtchen Asolo, Italien: Hotelkomplex und Parkplätze verhindert
- 1976 Kampagne gegen Robbenmord mit Brigitte Bardot
- 1979 rief die Fondation Franz Weber die Vereinten Tiernationen (United Animal Nations – U.A.N.) ins Leben, eine internationale Organisation nach dem Muster der Vereinten Nationen, die heute über 120 Mitgliederorganisationen in der ganzen Welt zählt. Der Tiergerichtshof ahndet in öffentlichen Prozessen schwere Vergehen gegen die Tierwelt.
- 1986 Donau Auen: Statt Überflutung der Hainburger Au für den Kraftwerkbau entsteht ein Naturschutzpark
- 1987 Rettung des antiken Delphi vor dem Bau einer Aluminiumfabrik
- 1989 Reservat für Wildpferde (Brumbys) in Australien

### Weitere Kampagnen (Auswahl)
- Stopp dem Stierkampf
- Gegen Schlacht-Tiertransporte durch Europa
- Hände weg vom Elfenbein
- Schutz für Zugvögel
- Unterstützung für den Nationalpark Fazao-Malfakassa, Togo
- Eidgenössische Tandem-Volksinitiativen Rettet den Schweizer Boden gegen Überbauung

## Auszeichnungen
- 1978 Deutscher Naturschutzpreis
- 1979 Deutsche Umweltmedaille
- 1981 überreichte ihm Graf Bernadotte auf der Insel Mainau den Europapreis für Landespflege
- 1986 Hans-Adalbert-Schweigart-Medaille (verliehen durch Weltbund zum Schutz des Lebens)
- 1997 Ehrenbürger von Delphi
- 2007 Tierwelt-Preis für sein Lebenswerk

## Werke (auf Deutsch)
- Die gerettete Landschaft. Wie ein einzelner der Zerstörung Einhalt gebieten kann. Vorwort von Herbert Gruhl. Fischer Taschenbuch, Frankfurt am Main 1979, ISBN 3-596-24025-5
- Das gerettete Paradies. Nymphenburger, München 1986, ISBN 3-485-00521-5
- Rebell für die Natur (mit René Langel und Judith Weber). Herbig, München 2005, ISBN 3-7766-2325-X
- Friede mit der Schöpfung. Mein Naturverständnis. Paulus, Fribourg 2009, ISBN 978-3-7228-0756-0